# Les Rivaux de Sherlock Holmes
Pour les articles homonymes, voir Sherlock Holmes (série télévisée).
Les Rivaux de Sherlock Holmes (The Rivals of Sherlock Holmes) est une série télévisée britannique en 26 épisodes de 50 minutes, diffusée entre le 20 septembre 1971 et le 23 avril 1973 sur ITV.
En France, la série a été diffusée sur FR3.

## Synopsis
Dans le Londres de Sherlock Holmes, les meurtres et énigmes à résoudre sont fréquents. 
À chaque épisode, un crime est mis en scène et un détective différent (rival de Sherlock Holmes) est chargé de le résoudre.

## Distribution

### Détectives
- John Neville puis Barry Ingham (en) : Dr Thorndyke (Saison 1 épisode 1 - Saison 2 episode 9)
- Robert Stephens : Max Carrados (Saison 1 épisode 2)
- Peter Vaughan : Horace Dorrington (Saison 1 épisodes 3 et 6)
- Roy Dotrice : Simon Carne (Saison 1 épisode 4)
- Donald Pleasence : Carnacki (Saison 1 épisode 5)
- John Fraser : Dixon Bruce (Saison 1 épisode 7)
- Ronald Hines (en) : Jonathan Pryde (Saison 1 épisode 8)
- Elvi Hale (en) : Lady Molly (Saison 1 épisode 9)
- Peter Barkworth (en) : Martin Hewitt (Saison 1 épisodes 10 et 13)
- Donald Sinden : Ronney Pringle (Saison 1 épisode 11)
- Robert Lang : Bernard Sutton (Saison 1 épisode 12)
- Judy Geeson : Polly Burton (Saison 2 épisode 1)
- Barry Keegan : Inspecteur Lipinzki (Saison 2 épisode 2)
- Douglas Wilmer : Professeur Van Dusen (Saison 2 épisodes 3 et 7)
- Bernard Hepton : J. T. Laxworthy (Saison 2 épisode 4)
- Charles Gray : Eugène Valmont (Saison 2 épisode 5)
- John Thaw : Lieutenant Holst (Saison 2 épisode 6)
- Ronald Lewis (en) : Dagobert Trostler (Saison 2 épisode 8)
- Derek Jacobi : William Drew (Saison 2 épisode 10)
- Robin Ellis (en) : Charles Dallas (Saison 2 épisode 11)
- Ronald Fraser : Horrocks (Saison 2 épisode 12)
- Sara Kestelman : Hagar (Saison 2 épisode 13)

## Épisodes

### Première saison (1971)
1. Le Mystère de Harrow Alley (A Message from the Deep Sea) - Détective : Dr Thorndyke
2. Le Mystère de la rue Ayr (The Missing Witness Sensation) - Détective : Max Carrados
3. Le Mystère de la compagnie Avalanche (The Affair of the Avalanche Bicycle) - Détective : Horace Dorrington
4. Le Mystère des diamants de la duchesse (The Duchess of Wiltshire's Diamonds) - Détective : Simon Carne
5. Le Mystère du cheval invisible (The Horse of the Invisible) - Détective : Carnacki
6. Le Mystère du miroir du Portugal (The Case of the Mirror of Portugal) - Détective : Horace Dorrington
7. Madame Sara (Madame Sara) - Détective : Dixon Druce
8. Le Mystère Dixon (The Case of the Dixon Torpedo) - Détective : Jonathan Pryde
9. Le Mystère de la dame au grand chapeau (The Woman in the Big Hat) - Détective : Lady Molly
10. Le Mystère de la tortue (The Affair of the Tortoise) - Détective : Martin Hewitt
11. Le Mystère de l’eau de jouvence (The Assyrian Rejuvenator) - Détective : Romney Pringle
12. Le Mystère des bijoux volés (The Ripening Rubies) - Détective : Bernard Sutton
13. Le Mystère de l’encaisseur envolé (The Case of Laker, Absconded) - Détective : Martin Hewitt

### Deuxième saison (1973)
1. Le Mystère du métropolitain (The Mysterious Death on the Underground Railway) - Détective : Polly Burton
2. Le Mystère du diamant disparu (500 Carats) - Détective : Inspecteur Lipinzki
3. Le Mystère de la cellule N°13 (The Problem of Cell 13) - Détective : Professeur Van Dusen
4. Le Mystère du magnifique (The Secret of the Magnifique) - Détective : J. T. Laxworthy
5. Le Mystère du club des distraits (The Absent-Minded Coterie) - Détective : Eugène Valmont
6. Le Mystère de l’espion russe (The Sensible Action of Lieutenant Holst) - Détective : Lieutenant Holst
7. Le Mystère du doigt coupé (The Superfluous Finger) - Détective : Professeur Van Dusen
8. Le Mystère de la lettre anonyme (Anonymous Letters) - Détective : Dagobert Trostler
9. Le Mystère de la lettre chiffrée (The Mohabite Cipher) - Détective : Dr Thorndyke
10. Le Mystère de la chasse au renard (The Secret of the Foxhunter) - Détective : William Drew
11. Le Mystère des avocats disparus (The Missing Q.C.'s) - Détective : Charles Dallas
12. Le Mystère de l'Océanic (The Looking of the Specie Room) - Détective : Horrocks
13. Le Mystère du collier d'ambre (The Mystery of te Amber Beads) - Détective : Hagar

## Commentaires
La série est une adaptation des livres de Hugh Greene.